# Humulus neomexicanus
Humulus neomexicanus là một loài thực vật có hoa trong họ Cannabaceae. Loài này được (A. Nelson & Cockerell) Rydb. mô tả khoa học đầu tiên năm 1917.